# Sexto Apuleyo
Sexto Apuleyo (en latín, Sextus Appuleius Sex. f. Sex. n.) fue un senador y cónsul de la República romana en 29 a. C. como colega de Augusto. Su hermano Marco Apuleyo fue también cónsul en el año 20 a. C.

## Vida

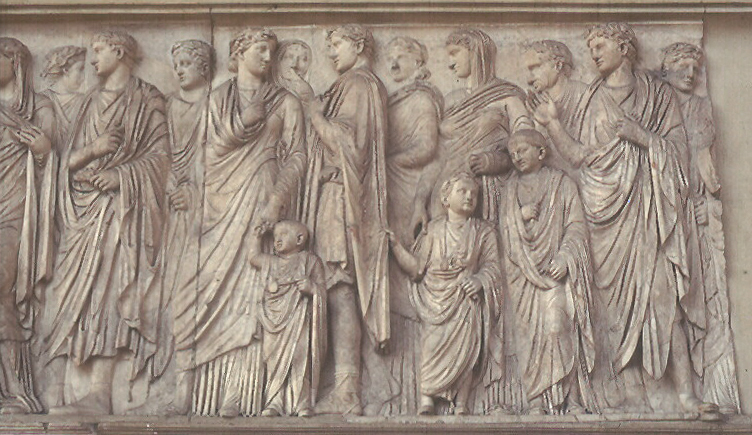
Ara Pacis. Procesión del lado sur.

Era hijo de Sexto Apuleyo y de Octavia la Mayor, medio hermana de Octavio, y por lo tanto sobrino de este último. El año de su nacimiento es incierto; pero, tomando como base el año de su consulado, fue probablemente un poco antes del año 60 a. C.
Sexto Apuleyo obtuvo una serie de importantes magistraturas durante el reinado de su tío. Nombrado augur en el año 31 a. C., fue cónsul ordinario con Octaviano en el año 29 a. C. Posteriormente sirvió como procónsul en Hispania en 28 a. C. y luego como gobernador de la provincia de Asia entre los años 23 y 22 a. C. Como resultado de alguna acción no identificada durante su primer proconsulado, probablemente sobre los cántabros, se le concedió un triunfo en enero de 26 a. C.
También parece haber sido gobernador de Iliria en 8 a. C., sucediendo a Tiberio en ese puesto.
Es posible que haya sido este Sexto Apuleyo, y no su padre, quien fue flamen Iulialis. Se ha propuesto que el flamen de mediana edad que figura en el Ara Pacis es Sexto Apuleyo en su papel de flamen Iulialis.
Dion Casio  menciona que alrededor del año 12 a. C., Apuleyo y Mecenas fueron acusados ante un tribunal de prestar ayuda para la consumación de un adulterio.
Según una inscripción en la provincia de Asia, Sexto estaba casado con una mujer llamada Quintilia, que era hermana del político y general romano Publio Quintilio Varo. Con ella, Sexto tuvo dos hijos muy destacados durante el Principado: un hijo, también llamado Sexto Apuleyo, cónsul en el año 14 y una hija llamada Apuleya Varila. La fecha de su muerte es desconocida.